# Utah Jazz 2003-2004
La stagione 2003-04 degli Utah Jazz fu la 30ª nella NBA per la franchigia.
Gli Utah Jazz arrivarono settimi nella Midwest Division della Western Conference con un record di 42-40, non qualificandosi per i play-off.

## Roster
| N°   | Naz.                               | Ruolo | Sportivo            | Anno | Alt. | Peso |
| ---- | ---------------------------------- | ----- | ------------------- | ---- | ---- | ---- |
| 00   | Stati Uniti (bandiera)             | C     | Greg Ostertag       | 1973 | 218  | 127  |
| 2    | Stati Uniti (bandiera)             | G     | DeShawn Stevenson   | 1981 | 196  | 95   |
| 10-5 | Croazia (bandiera)                 | GA    | Gordan Giriček      | 1977 | 198  | 95   |
| 11   | Serbia e Montenegro (bandiera)     | GA    | Aleksandar Pavlović | 1983 | 203  | 100  |
| 13   | Stati Uniti (bandiera)             | A     | Keon Clark          | 1975 | 211  | 100  |
| 15   | Stati Uniti (bandiera)             | A     | Matt Harpring       | 1976 | 201  | 105  |
| 19   | Isole Vergini Americane (bandiera) | G     | Raja Bell           | 1976 | 196  | 93   |
| 22   | Stati Uniti (bandiera)             | C     | Curtis Borchardt    | 1980 | 213  | 109  |
| 24   | Spagna (bandiera)                  | G     | Raül López          | 1980 | 185  | 77   |
| 25   | Stati Uniti (bandiera)             | G     | Mo Williams         | 1982 | 185  | 84   |
| 30   | Porto Rico (bandiera)              | G     | Carlos Arroyo       | 1979 | 188  | 92   |
| 31   | Stati Uniti (bandiera)             | AC    | Jarron Collins      | 1978 | 211  | 116  |
| 42   | Stati Uniti (bandiera)             | A     | Tom Gugliotta       | 1969 | 208  | 109  |
| 44   | Stati Uniti (bandiera)             | A     | Ben Handlogten      | 1973 | 208  | 109  |
| 45   | Stati Uniti (bandiera)             | C     | Paul Grant          | 1974 | 213  | 111  |
| 47   | Russia (bandiera)                  | A     | Andrej Kirilenko    | 1981 | 206  | 100  |
| 51   | Stati Uniti (bandiera)             | A     | Michael Ruffin      | 1977 | 206  | 112  |
| 54   | Stati Uniti (bandiera)             | C     | Mikki Moore         | 1975 | 211  | 102  |

## Staff tecnico
- Allenatore: Jerry Sloan
- Vice-allenatori: Gordon Chiesa, Phil Johnson, Kenny Natt
- Vice-allenatore per lo sviluppo dei giocatori: Mark McKown